# Kontrast (album)
Kontrast – mini-album Sobla wydany 25 czerwca 2020 roku przez Universal Music Polska i Def Jam Recordings Poland.
Nagrania uzyskały status trzykrotnie platynowej płyty (2024). Album dotarł do trzeciego miejsca listy sprzedaży OLiS.

## Lista utworów
Opracowano na podstawie materiału źródłowego.
1. „Porysowany” (gościnnie: Frosti)
2. „Każdego dnia”
3. „Biznes”
4. „Presja (remix)” (gościnnie: Skip)
5. „Dopiski”
6. „Dosyć łez”
7. „Tajne info (remix)” (gościnnie: Siles)
8. „Daj mi znać” (gościnnie: Michał Szczygieł)